# The Reegs
The Reegs es la banda formada en 1989 por los guitarristas Dave Fielding y Reg Smithies junto con Gary Lavery tras la ruptura de The Chameleons. La banda surge después de una colaboración para el sello discográfico independiente Imaginary Records en un álbum tributo.
Editarían dos álbumes y varios sencillos hasta su disolución en 1999, momento de la reunificación de The Chameleons. Unos años más tarde se publicaría un doble álbum que recopilaba material de sus grabaciones anteriores y algunos temas inéditos.
- Datos: Q2885591